# Championnats du monde de trampoline 1994
Navigation
Édition précédente Édition suivante
Les 18e Championnats du monde de trampoline se déroulent à Porto (Portugal) du 7 au 9 octobre 1994.

## Résultats

### Hommes

#### Trampoline individuel
| Rang | Pays        | Gymnaste             | Points |
| ---- | ----------- | -------------------- | ------ |
|      | Russie      | Alexander Moskalenko | 41.00  |
|      | Biélorussie | Dmitri Poliarouch    | 40.10  |
|      | Biélorussie | Nikolai Kazak        | 38.60  |
| 4    | France      | Fabrice Hennique     | 38.10  |
| 5    | France      | Fabrice Schwertz     | 37.00  |
| 6    | Ukraine     | Igor Sokolovsky      | 36.90  |
| 7    | Ukraine     | Yuri Nikitin         | 35.90  |
| 8    | Royaume-Uni | Theo Kypri           | 35.00  |

#### Trampoline par équipe
| Rang | Pays        | Gymnaste                                                               | Points |
| ---- | ----------- | ---------------------------------------------------------------------- | ------ |
|      | Biélorussie | Dmitri Poliarouch Nikolai Kazak Denis Shishov Viatseslav Morozov       | 201.40 |
|      | Russie      | Alexander Moskalenko German Knytchev Alexander Danilchenko Igor Durnev | 200.90 |
|      | France      | Fabrice Hennique Jean-Pierre Thorn Fabrice Schwertz Denis Passemard    | 197.10 |
| 4    | Ukraine     | Igor Sokolovsky Sergei Bukhovtsev Nikolai Malikov Yuri Nikitin         | 194.70 |
| 5    | Royaume-Uni | Theo Kypri Paull Smyth Luke Porter David Herring                       | 189.80 |

#### Trampoline synchro
| Rang | Pays        | Gymnastes                                  | Points |
| ---- | ----------- | ------------------------------------------ | ------ |
|      | Russie      | Alexander Moskalenko Alexander Danilchenko | 49.20  |
|      | Biélorussie | Dmitri Poliarouch Evgeni Beliaev           | 48.60  |
|      | Ukraine     | Igor Sokolovsky Yuri Nikitin               | 48.60  |
| 4    | Japon       | Daisuke Nakata Goroh Tachizaki             | 45.70  |
| 5    | Pologne     | Krystian Sawicki Jakub Zaim                | 45.60  |
| 6    | Australie   | Michael Johnston Adrian Wareham            | 44.90  |
| 7    | Pays-Bas    | Alan Villafuerte Lennard Villafuerte       | 44.40  |
| 8    | Royaume-Uni | Luke Porter David Herring                  | 44.20  |

#### Double mini-trampoline
| Rang | Pays             | Gymnaste         | Points |
| ---- | ---------------- | ---------------- | ------ |
|      | Portugal         | Jorge Pereira    | 12.10  |
|      | Australie        | Adrian Wareham   | 11.90  |
|      | Portugal         | Luis Nunes       | 11.80  |
| 4    | Canada           | Jeremy Brock     | 11.60  |
| 5    | Bulgarie         | Radostin Todorov | 11.50  |
| 6    | Nouvelle-Zélande | Tom Delany       | 11.40  |
| 7    | Allemagne        | Jörg Gehrke      | 11.10  |
| 8    | Canada           | Michel Greene    | 10.70  |

#### Double mini-trampoline par équipe
| Rang | Pays       | Gymnastes                                                   | Points |
| ---- | ---------- | ----------------------------------------------------------- | ------ |
| =    | Portugal   | Diogo Faria Carlos Nobre Luis Nunes Jorge Pereira           | 52.50  |
| =    | Allemagne  | Jörg Gehrke Steffen Eislöffel Pascual Robles Uwe Marquardt  | 52.50  |
| =    | Canada     | Angelo Despotas Jeremy Brock Dominic Dagenais Michel Greene | 50.20  |
| =    | Australie  | Ji Wallace Adrian Wareham Paul Vavnor Michael Johnston      | 50.20  |
| 5    | États-Unis | Karl Heger Richard Hartman Jason Zulauf Brad Davis          | 47.70  |

#### Tumbling
| Rang | Pays       | Gymnaste           | Points |
| ---- | ---------- | ------------------ | ------ |
|      | Pologne    | Adrian Sienkiewicz |        |
|      | États-Unis | Rayshine Harris    |        |
|      | France     | Pascal Éouzan      |        |
| 4    | France     | Stephane Bayol     |        |
| 5    | Portugal   | Sergio Nascimento  |        |
| 6    | États-Unis | Jon Beck           |        |
| 7    | Pologne    | Krzysztof Wilusz   |        |
| 8    | Canada     | Keith McDonald     |        |

#### Tumbling par équipe
| Rang | Pays       | Gymnastes                                                       | Points |
| ---- | ---------- | --------------------------------------------------------------- | ------ |
|      | États-Unis | Rayshine Harris Jon Beck Daniel Aldea Rashaan Sampson           | 147.23 |
|      | Pologne    | Krzysztof Wilusz Adrian Sienkiewicz Jerzy Trzaska Tomasz Kies   | 146.51 |
|      | France     | Pascal Éouzan Stephane Bayol Franck Salcines Christophe Fréroux | 144.61 |
| 4    | Canada     | Carey Jones Chris Shaw Steve Grannarv Keith McDonald            | 136.20 |
| 5    | Portugal   | Sergio Nascimento Hugo Reis Vitor Amador Nuno Pereira           | 134.17 |

### Femmes

#### Trampoline individuel
| Rang | Pays        | Gymnaste           | Points |
| ---- | ----------- | ------------------ | ------ |
|      | Russie      | Irina Karavaeva    | 39.80  |
|      | Royaume-Uni | Andrea Holmes      | 37.80  |
|      | Russie      | Tatiana Lushina    | 37.40  |
| 4    | Ukraine     | Lada Tsebrenko     | 37.20  |
| 5    | Royaume-Uni | Sue Challis        | 37.00  |
| 6    | Biélorussie | Natalia Karpenkova | 36.60  |
| 7    | Ukraine     | Olena Movchan      | 36.30  |
| =8   | Biélorussie | Galina Lebedeva    | 35.70  |
| =8   | Allemagne   | Tina Ludwig        | 35.70  |

#### Trampoline par équipe
| Rang | Pays        | Gymnastes                                                            | Points |
| ---- | ----------- | -------------------------------------------------------------------- | ------ |
|      | Russie      | Irina Karavaeva Tatiana Lushina Irina Slonova Natalia Chernova       | 190.20 |
|      | Ukraine     | Lada Tsebrenko Olena Movchan Oxana Tsyguliova Larisa Khrestchik      | 187.80 |
|      | Royaume-Uni | Andrea Holmes Sue Challis Claire Wright Lorraine Lyon                | 186.1  |
| 4    | Allemagne   | Tina Ludwig Hiltrud Roewe Sandra Beck Gabi Dreier                    | 185.00 |
| 5    | Biélorussie | Natalia Karpenkova Galina Lebedeva Ludmila Padasenko Marina Nikitina | 184.70 |

#### Trampoline synchro
| Rang | Pays        | Gymnastes                          | Points |
| ---- | ----------- | ---------------------------------- | ------ |
|      | Allemagne   | Hiltrud Roewe Tina Ludwig          | 46.40  |
|      | Biélorussie | Galina Lebedeva Natalia Karpenkova | 46.20  |
|      | Ukraine     | Oxana Tsyguliova Olena Movchan     | 46.00  |
| 4    | Russie      | Irina Karavaeva Natalia Chernova   | 45.90  |
| 5    | Royaume-Uni | Lorraine Lyon Andrea Holmes        | 44.70  |
| 6    | France      | Magali Trouche Alice Besseige      | 44.40  |
| 7    | Pays-Bas    | Inke van Braak Yvonne Hartog       | 44.00  |
| 8    | Royaume-Uni | Sylwia Langner Marta Kubiak        | 43.50  |

#### Double mini-trampoline
| Rang | Pays             | Gymnaste         | Points |
| ---- | ---------------- | ---------------- | ------ |
|      | Nouvelle-Zélande | Kylie Walker     | 11.10  |
|      | États-Unis       | Jaime Strandmark | 11.00  |
|      | États-Unis       | Kimberly Sans    | 10.80  |
| =4   | Canada           | Lisa Colussi     | 10.30  |
| =4   | Australie        | Donna White      | 10.30  |
| 6    | Australie        | Kate McDougal    | 9.90   |
| =7   | Allemagne        | Ute Springub     | 9.70   |
| =7   | Nouvelle-Zélande | Tiffany Smith    | 9.70   |

#### Double mini-trampoline par équipe
| Rang | Pays             | Gymnaste                                                      | Points |
| ---- | ---------------- | ------------------------------------------------------------- | ------ |
|      | États-Unis       | Jennifer Sans Kimberly Sans Jennifer Parilla Jaime Strandmark | 45.90  |
| =    | Nouvelle-Zélande | Kylie Walker Alana Boulton Angela O'Brien Tiffany Smith       | 44.90  |
| =    | Allemagne        | Gretje Reinemer Nadine Intrup Nicole Krüger Ute Springub      | 44.90  |
| 4    | Australie        | Robyn Forbes Donna White Kate McDougal                        | 43.70  |
| 5    | Canada           | Lisa Colussi Martha Purdy Devena Ratcliffe Karina Kosko       | 41.30  |

#### Tumbling
| Rang | Pays       | Gymnaste            | Points |
| ---- | ---------- | ------------------- | ------ |
|      | France     | Chrystel Robert     |        |
|      | France     | Christelle Giroud   |        |
|      | Belgique   | Sigy van Renterghem |        |
| 4    | Canada     | Kris Smeelen        |        |
| 5    | États-Unis | Tiffany Simpson     |        |
| 6    | États-Unis | Brianne Smith       |        |
| 7    | Australie  | Elisabeth Hezlop    |        |
| 8    | Canada     | Karen Stevens       |        |

#### Tumbling par équipe
| Rang | Pays           | Gymnaste                                                            | Points |
| ---- | -------------- | ------------------------------------------------------------------- | ------ |
|      | France         | Chrystel Robert Christelle Giroud Corinne Robert Marie Guinet       | 135.99 |
|      | Belgique       | Yolanda Wouters Sigy Van Renterghem Mireille Meermans Patricia Nolf | 131.96 |
|      | Canada         | Kris Smeelen Karen Stevens Alison Wammel Tammy Thrasher             | 130.32 |
| 4    | États-Unis     | Tiffany Simpson Kendra Stucki Brianne Smith Emily Giglio            | 129.50 |
| 5    | Afrique du Sud | Lara Painting Jenny Pickston Liezl Miller Sunet Seyffert            | 119.54 |